# Virus Mossman

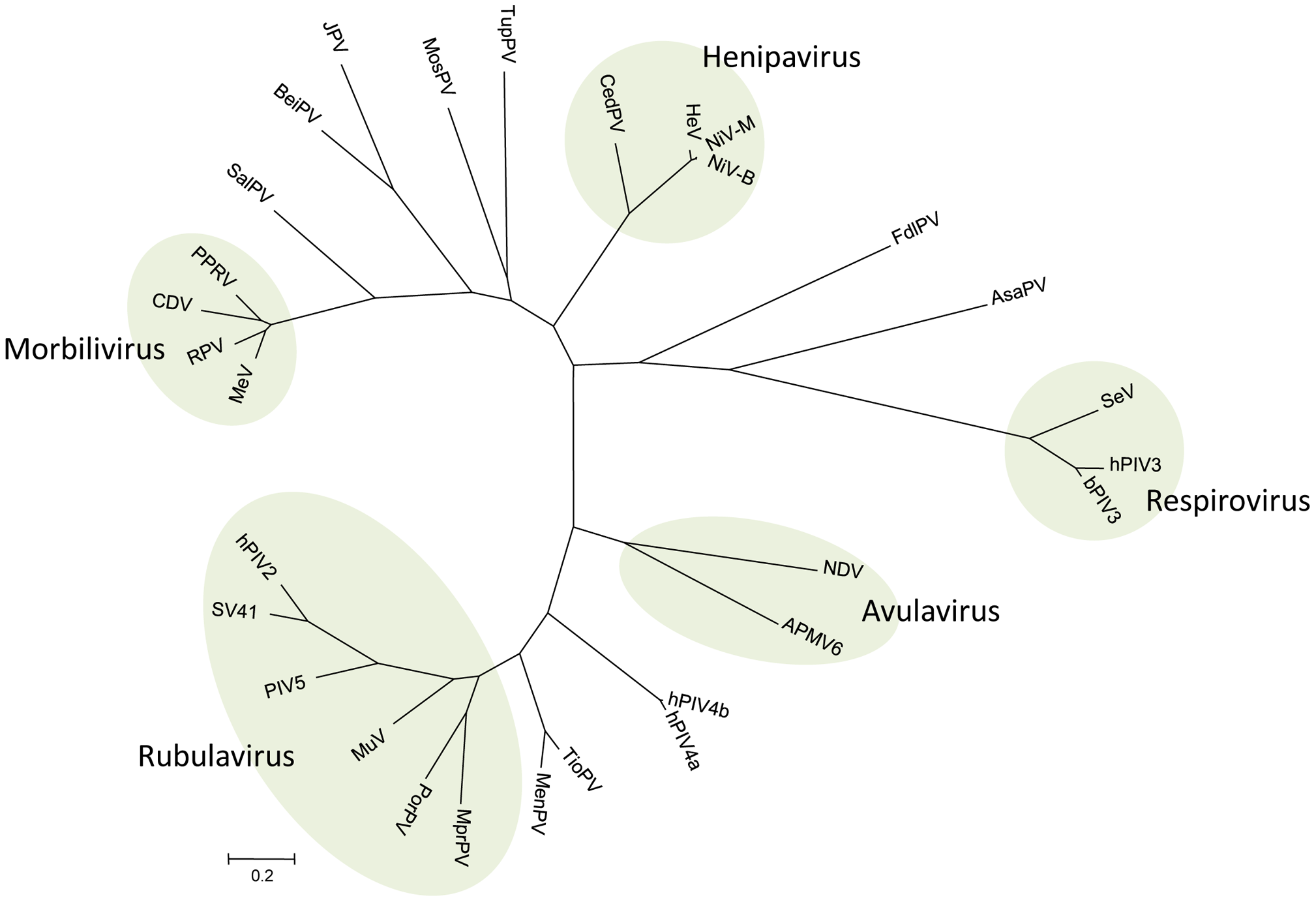
Árbol filogenético basado en la proteína N de los paramyxovirus.

El virus Mossman (MoV) pertenece a la familia Paramyxoviridae, descubierto  en ratones de Australia.